# Feliks Renne
Feliks Renne herbu Renne – szambelan królewski, konsyliarz żmudzki konfederacji generalnej Wielkiego Księstwa Litewskiego w konfederacji targowickiej w 1792 roku.
W 1789 roku został kawalerem Orderu Świętego Stanisława.